# Lijst van tennistermen
Dit is een lijst van termen uit het tennis en padel.
Leeswijzer: een cursief woord verwijst naar een term die elders op deze pagina wordt beschreven.

## A
- ace – een correcte opslag, waarbij de bal niet wordt aangeraakt door de opponent.
- advantage ("voordeel") – een moment wanneer de speler een punt heeft gewonnen uit een deuce en nog één punt nodig heeft om de game te winnen.
- all ("gelijk") – het woord dat de umpire gebruikt als de stand van beide spelers gelijk is (dus bijvoorbeeld 15-15 of 30-30); met uitzondering van 40-40, dan is het deuce.
- alley – strook tussen de twee zijlijnen van het enkel- en het dubbelspelveld. Zie tramrails.
- alternate – een speler of team die/dat wordt toegelaten tot het hoofdtoernooi, wanneer een andere speler of team zich heeft teruggetrokken uit het hoofdtoernooi (synoniem: invaller).
- Amerikaan – een spelvorm met aan één zijde twee en aan de andere zijde één speler.
- ATP – de vaak gebruikte afkorting van Association of Tennis Professionals, de tennisbond voor het professionele mannentennis.

## B

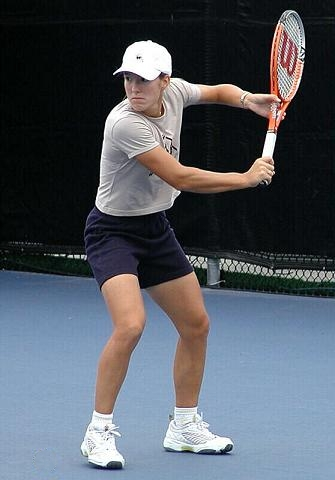
Justine Henin gaat slaan met haar backhand

- backhand – een soort slag waarbij de rug van de speelhand naar voren wordt gehouden.
- bagel – het winnen of verliezen van een set met 6–0.
- ballenjongen of ballenmeisje – de personen die de tennisballen rapen, vangen en aangeven – meestal zijn dit adolescenten.
- baseline of achterlijn – de achterste lijn van het tennisveld.
- best of five – een partij bestaat maximaal uit vijf sets, waarbij de winnaar drie sets wint.
- best of three – een partij bestaat maximaal uit drie sets, waarbij de winnaar twee sets wint.
- break – het winnen van een opslagspel van de opponent.
- breekpunt of break point het punt waarop een speler het opslagspel van de tegenstander kan winnen.
- bye – een speler wordt vrijgesteld van een ronde (meestal de eerste ronde), waardoor geen wedstrijd gespeeld hoeft te worden om door te gaan naar de volgende ronde.

## C
- centercourt – belangrijkste tennisbaan van een tennispark, waar de beslissende wedstrijden van een toernooi worden gespeeld.
- Cyclops – een computersysteem dat aangeeft of de bal in of uit is. Vaak is het al vervangen door Hawk-Eye.

## D
- deuce ("gelijk") – een moment in een game waarin de score 40-40 bedraagt. Zodra een van beide spelers een punt wint krijgt hij of zij een advantage (voordeel). Mocht hierna nog een punt gemaakt worden is de game in zijn of haar voordeel beslist.
- drivevolley – slag die tijdens een slagenwisseling zonder te stuiteren uit de lucht wordt geslagen op de manier van een normale forehand of backhand.
- dropshot – een soort slag waarbij de speler de bal zodanig speelt dat die zo snel en steil mogelijk vlak achter het net de grond raakt en zo min mogelijk opstuit.
- dropvolley – een volley waarbij de speler de bal zodanig speelt dat die zo snel en steil mogelijk vlak achter het net de grond raakt en zo min mogelijk opstuit.
- dubbele bagel – tweemaal een bagel achter elkaar: 6–0 en 6–0.
- dubbele fout of dubbelfout – de serveerder of serveerster slaat de eerste en tweede opslag achter elkaar fout waardoor het punt naar de opponent gaat.
- dubbelspel – een tennisspelvorm met twee teams van elk twee spelers.
- dubbelspelveld – het veld tussen de achterlijnen en de buitenste zijlijnen.

## E
- enkelspel – een tennisspelvorm met twee spelers tegenover elkaar.
- enkelspelveld – het veld tussen de basislijnen en de binnenste zijlijnen.
- exhibition of demonstratie – een wedstrijd of toernooi waarbij geen punten worden verdiend voor de ATP- of WTA-ranglijst. Meestal is het doel om het publiek te vermaken, of het heeft een speciale reden zoals een charitatief doel.

## F
- forehand – een soort slag waarbij de palm van de speelhand naar voren wordt gehouden.
- fout of fault – foutieve service. Als zowel de eerste als de tweede opslag uit of in het net is, krijgt de tegenstander het punt.

## G

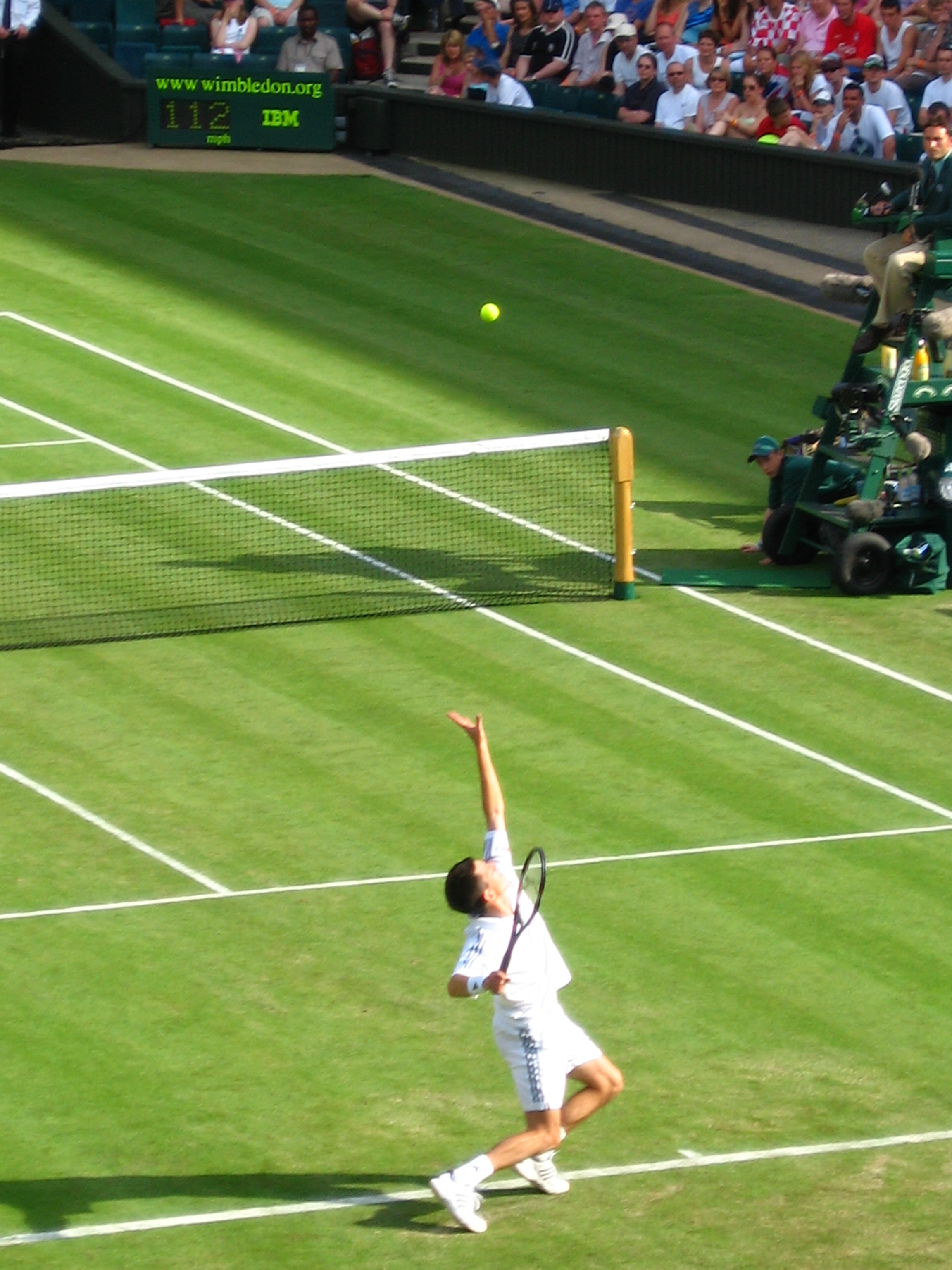
Het Centre Court van Wimbledon, met een grasbaan

- game – een deel van de wedstrijd dat bestaat uit minimaal vier punten; 15, 30, 40 en gamewinst; mogelijk is de reeks langer, als gevolg van voordeel en deuce).
- game point – een punt waarop een speler met zijn volgende opslag de game kan winnen.
- gemengd dubbelspel – een dubbelspel waarbij beide teams uit een man en een vrouw bestaan.
- golden set – als een set wordt gewonnen zonder ook maar één punt te verliezen (dus 24 punten gewonnen en geen verloren).
- grand slam – het winnen van alle vier grandslamtoernooien binnen een kalenderjaar.
- grandslamtoernooi – de belangrijkste categorie tennistoernooien, waarvan er maar vier zijn: het Australian Open, Roland Garros, Wimbledon en het US Open.
- gras – een type ondergrond.
- gravel – een type ondergrond dat gemaakt is van gemalen baksteen; het is meestal rood gekleurd en soms groen/grijs/blauw.
- groundstroke – diepe slag.

## H

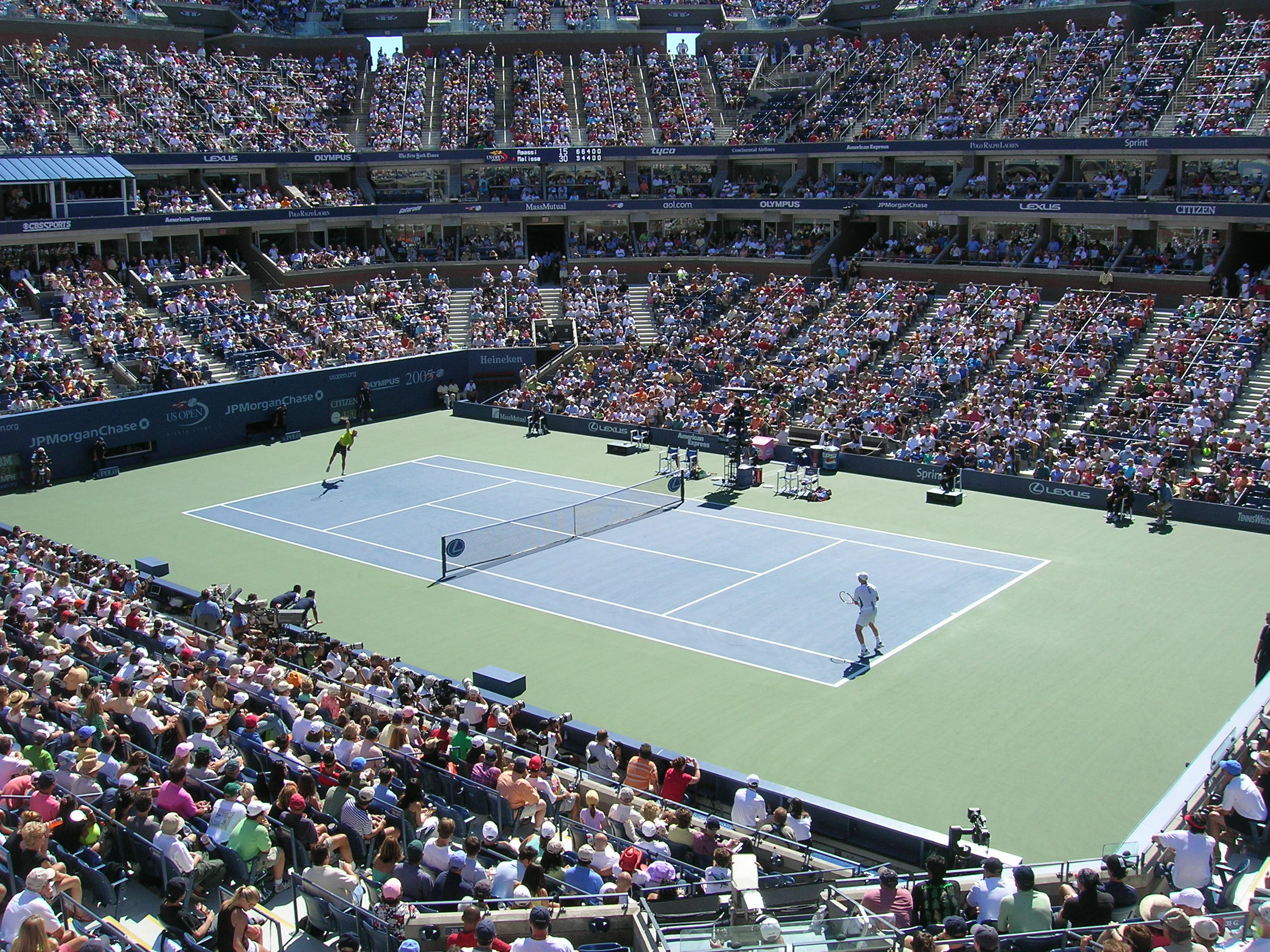
Een hardcourtbaan (in het Arthur Ashe Stadium)

- halfvolley – een bal die vlak na de stuit wordt teruggeslagen, te vergelijken met een dropkick bij voetbal.
- hardcourt – een harde ondergrond, die meestal op basis van beton of asfalt is gemaakt, waarop een rubberachtige coating wordt aangebracht.
- Hawk-Eye – een computersysteem dat de baan van de bal volgt. Het kan beoordelen of de bal in of uit is, het wordt voornamelijk op gras- en hardcourttoernooien gebruikt.

## K
- kwalificatietoernooi – een speciaal voortoernooi voor spelers die niet direct zijn toegelaten aan een toernooi.

## L
- let – de term gebruikt wanneer het spel gestopt wordt of opnieuw moet worden opgeslagen; dit is de regel als de bal het net raakt bij het serveren en kan verder voorkomen als er bv. onenigheid is of een bal wel of niet uit is. Deze situatie kan zich tot in het oneindige herhalen, zonder dat het punt naar de tegenstander gaat.
- lob – een hoog geslagen bal over de (aan het net gepositioneerde) tegenstander heen.
- love – nul punten.
- love game – een game waarin één partij nul punten heeft gemaakt.
- lucky loser – een speler die uitgeschakeld was in het kwalificatietoernooi, maar toch mag meedoen door een uitval van een andere speler.

## M
- matchpoint (wedstrijdpunt) – een punt waarop een speler de wedstrijd kan winnen.
- match-tiebreak – een methode om een partij met gelijke setstand te beslissen; minder langdurig dan een reguliere set.
- middenmerk – het merkstreepje dat het midden van de basislijn aangeeft.

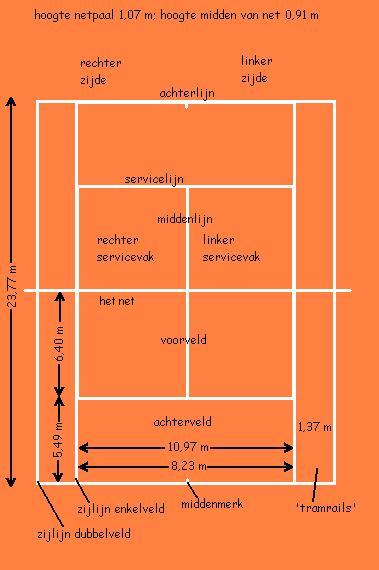
Het tennisveld

## N
- net – een stuk geweven weefsel dat in het midden van het tennisveld hangt; het wordt omhooggehouden door twee palen aan de zijkant van het veld.
- netband – de band langs de bovenrand van het net.
- netpaal – de paal die het net aan het uiteinde omhoog houdt.
- netpunt of net point – een punt dat gewonnen of verloren is terwijl de speler het net naderde. Het tegenovergestelde is een punt gewonnen aan de baseline.
- netservice – bij het serveren raakt de bal het net.
- nettrekband – band die het net in het midden aan de baan verankert. Zie regulierband.
- Next Generation ATP Finals - tennistoernooi voor spelers jonger dan 21 jaar

## O
- opslag of opslaan – hetzelfde als serveren (of service)

## P
- passing shot of passeerslag – een slag waarbij de bal aan de tegenstander, buiten diens bereik, voorbij gaat.
- protected ranking ("PR") – spelers die minimaal zes maanden geblesseerd zijn, kunnen vragen om een beschermde rangpositie; deze is gebaseerd op zijn/haar gemiddelde rang gedurende de eerste drie maanden van de blessure. De speler kan deze beschermde positie gebruiken om na afloop van de blessureperiode toegang te krijgen tot toernooien.[1]

## Q
- qualifier – een speler die zich via het kwalificatietoernooi heeft geplaatst voor het hoofdtoernooi.

## R

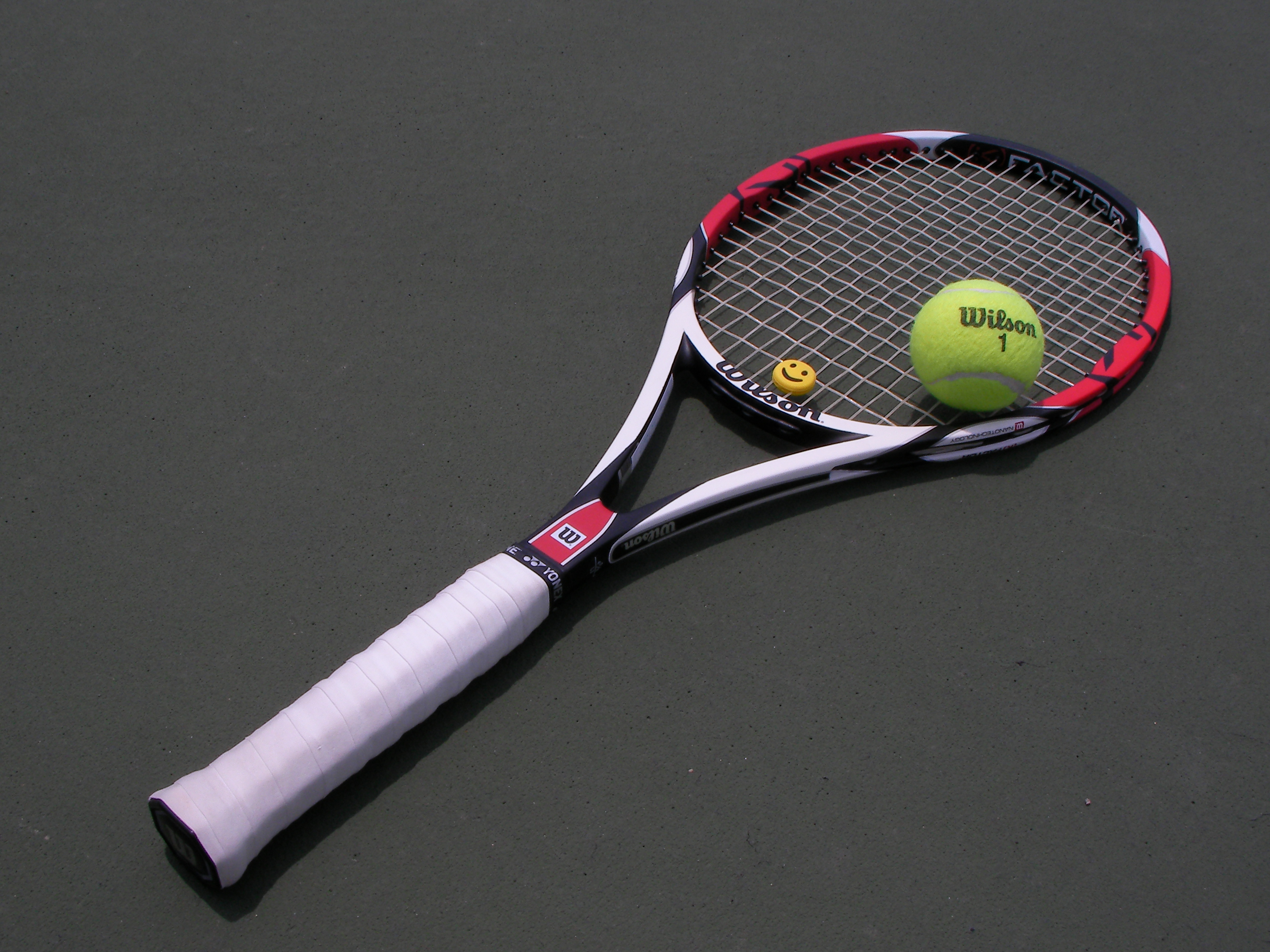
Een racket (met een bal)

- racket – het voorwerp waarmee de tennisbal geslagen wordt.
- rally – een reeks van opvolgende slagen vanaf de opslag tot het punt wordt gemaakt.
- regulierband – de band om het midden van het net op de juiste hoogte te houden. Zie nettrekband.
- return – de teruggeslagen bal na de opslag.

## S
- serveren – het in het spel brengen van de bal aan het begin van een rally.
- servicebreak – het winnen van een game door de tegenstander van degene die serveert.
- servicelijn – de grenslijn van het servicevak, die ongeveer halverwege tussen het net en basislijn ligt.
- servicevak – het vak waarin de bal bij het serveren moet vallen.
- set – een deel van de wedstrijd en bestaat uit doorgaans zes gewonnen games met een verschil van minimaal twee games. Bij 6-6 wordt, behalve in de laatste set van ATP- en WTA-toernooien, meestal een tiebreak gespeeld.
- setpunt – een punt waarop een speler de set kan winnen.
- slice – een bal die tegengesteld aan de vliegrichting draait; de bal komt laag binnen en blijft laag nadat hij stuitert en vertraagt of stuit terug in de richting waar hij vandaan kwam.
- smash – een bal die bovenhands en hard wordt geslagen.
- special exempt ("SE") – een speler die niet in staat is om te verschijnen in een kwalificatietoernooi, doordat z/hij nog speelt in een eerder toernooi, kan worden gecompenseerd met een plaats in het hoofdtoernooi door deze speciale uitzonderingsregel.
- stroke – de bal slaan.
- supertiebreak – beslissende game, meestal tot winst met tien (in plaats van zeven) punten, met een verschil van minimaal twee. Zie match-tiebreak.

## T

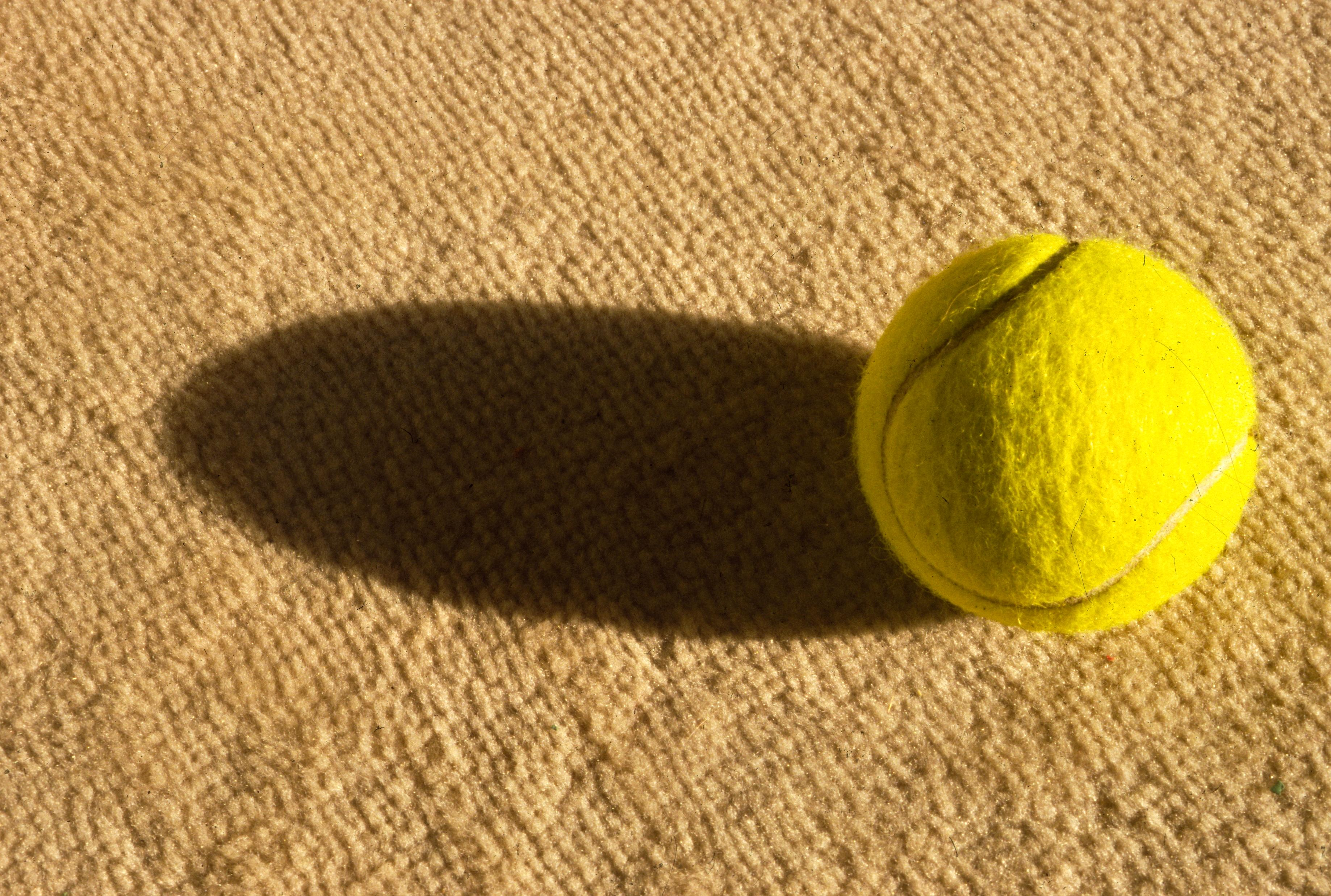
Een tennisbal

- tennisbal – de bal die voor tennis gebruikt wordt.
- Tennis Hall of Fame – het grootste tennismuseum in Newport. Het stelt ook de hall of fame-lijst op voor tennisspelers die een grote bijdrage hebben geleverd aan de sport.
- tennishandschoen – een soort handschoen die voornamelijk tijdens de wintermaanden wordt gebruikt.
- tennisracket – zie racket.
- tiebreak – beslissende game bij een 6–6 score in een set; puntentelling tot de zeven; winnaar is degene die het eerst zeven punten heeft (met twee punten verschil, anders wordt er net zolang doorgespeeld tot er twee punten verschil zijn).
- topspin – een slag waarbij de bal een roterende beweging met de vliegrichting méé krijgt waardoor de bal na het neerkomen harder doorschiet.
- tramrails – strook tussen de twee zijlijnen van het enkel- en het dubbelspelveld. Zie alley.
- tweener – met de rug naar het net staand, de bal tussen de eigen benen door slaan

## U
- umpire – de scheidsrechter; hij of zij zit op een verhoogde stoel aan de zijkant van het midden van het tennisveld.
- unforced error – een fout die zelf gemaakt wordt en niet door toedoen van de tegenstander.

## V
- volley – de bal terugslaan voordat de bal stuitert.

## W
- walk-over – naar de volgende ronde gaan zonder te spelen, wanneer de tegenstander zich voor de wedstrijd (bijvoorbeeld vanwege een blessure) terugtrekt.
- wildcard – een speciaal toegangsbewijs voor een speler om mee te doen aan een toernooi. Hierdoor hoeft de speler niet aan de toelatingscriteria te voldoen, of deel te nemen aan het kwalificatietoernooi.
- winnende opslag – een opslag die door de tegenspeler niet correct teruggespeeld kan worden.
- winner – een punt dat wordt gemaakt door een speler waarbij de tegenstander niet meer bij de bal kan komen, zoals een ace of een passeerslag.
- WTA – de vaak gebruikte afkorting van Women's Tennis Association, de tennisbond voor het professionele vrouwentennis.